# گلاستونبوری
latitudeگلاستونبوریlongitudeگلاستونبوری
گلاستونبوری (به انگلیسی: Glastonbury) یک بلوک شهری در بریتانیا است که در انگلستان واقع شده‌است.

## خصوصیات
گلاستونبوری ۸٬۹۳۲ نفر جمعیت دارد.